# مارتن كينيدي (ملحن)
مارتن كينيدي (بالإنجليزية: Martin Kennedy)‏ هو ملحن وعازف بيانو أمريكي، ولد في 24 مارس 1978 في ويكفيلد في المملكة المتحدة.

## وصلات خارجية
- مارتن كينيدي على موقع ميوزك برينز (الإنجليزية)